# Julius Zeyer
Pour les articles homonymes, voir Zeyer.
Julius Zeyer, né le 26 avril 1841 à Prague et mort le 29 janvier 1901 à Prague, est un écrivain austro-hongrois, membre du groupe littéraire Lumírovci. 
Il était représentant du courant cosmopolite de la littérature tchèque et de sensibilité néoromantiques. Il a écrit des poèmes (par ex Vyšehrad), des romans (Jan-Maria Ployhar) et des drames: Radúz et Mahulena qui a été filmé en 1970. Le compositeur Leoš Janáček a utilisé sa pièce de théâtre Šárka comme livret de son opéra.
Il est initié au Martinisme par le baron Adolph Franz Leonhardi de Platz (1841-1902), membre de la Loge L'Etoile bleue de Prague et délégué général de l'Ordre pour la Bohème et la Hongrie.   

## Famille
Son père était Johann Zeyer (1847-1903), un charpentier et marchand de bois d'origine française venu d'Alsace. Sa mère Elisabeth née Weisseles était de famille juive, mais convertie au catholicisme. Son frère Jan Zeyer (cs) était un architecte représentatif du style néo-Renaissance.